# Taquaruçu do Sul
Taquaruçu do Sul is een gemeente in de Braziliaanse deelstaat Rio Grande do Sul. De gemeente telt 2.925 inwoners (schatting 2009).

## Verkeer en vervoer
De plaats ligt aan de weg BR-472.